# Греко-сомалийские отношения
Греко-сомалийские отношения — двусторонние дипломатические отношения между Грецией и Сомали.
У Греции нет посольства в Сомали, однако она представляет там свои интересы через параллельную аккредитацию посольства в Найроби (Кения). У Сомали также нет посольства в Греции, однако оно представлено в Греции через посольство в Риме.
Согласно официальной оценке МИД Греции, двусторонние отношения между странами хорошие.
В Сомали нет греческой общины или церкви.

## История
Как член Организации Объединённых Наций, Греция активно участвует в процессах Организации, поддерживая на практике её основополагающие принципы, с конечной целью глобального характера защиты международного гуманитарного права и установления мира. Под эгидой ООН и на основании решения UN / S / RES / 794/1992 о развёртывании дополнительных сил в Сомали — операции, получившей название «Восстановление надежды» — Греция направила свои войска в рамках миссии UNITAF для усиления её действия. В частности, в начале 1993 года Правительственный совет по иностранным делам и обороне одобрил отправку греческого подразделения в Сомали, которое прибыло в страну 4 марта, где оно присоединилось к французской бригаде. «Греческий отряд Сомали» (греч. ΕΛΛΑΣΟΜ) состоял из 19 офицеров, 7 постоянных унтер-офицеров и 80 добровольцев с пятилетним обязательством из трёх родов вооружённых сил, главным образом выполняя ряд мер, касающихся оказания гуманитарной и медицинской помощи и распределения. В то же время стоит упомянуть оказание материально-технической поддержки в рамках усилий по восстановлению бывшей больницы в сомалийском районе.
Греческое присутствие продолжалось с 1993 по 1994 год. В течение этого периода его вклад был решающим, поскольку были успешно разработаны мероприятия для подтверждения этой оценки. Были осуществлены следующие задачи:
- оказание медицинской помощи примерно 2500 пациентам из 75 связанных миссий;
- обследование около 550 пациентов в клинике;
- организация 60 миссий по раздаче продуктов питания в рамках сотрудничества с гуманитарной организацией «CONCERN»;
- ремонтно-строительные работы общественных инфраструктур;
- открытие больницы в сотрудничестве с «Докторами мира[англ.]».

Греческая миссия завершилась 3 марта 1994 года, но, к сожалению, из-за её годичного пребывания в Сомали не смогла вернуться в полном составе. Хотя греческая сторона воздерживалась от столкновений между миротворческой миссией ООН и силами генерала Мохамеда Фараха Айдида, сержант Михаил Субурос погиб в партизанской засаде в октябре 1993 года. Также известно, что был убит глава провинциального приюта «Доктора мира» Георгиос Глиптис.
В октябре 2008 года принадлежащее Греции судно с экипажем из 20 человек, которое перевозило химикаты, попало в руки пиратов у берегов Сомали. Корабль отправился из Юго-Восточной Азии в сторону Суэцкого канала.
В декабре 2020 года министром иммиграции Греции Нотисом Митаракисом было сообщено, что из 214 прибывших нелегальных иммигрантов, зарегистрированных с начала ноября на острове Лесбос, 142 являются гражданами Сомали. По мнению греческой газеты «Прото Тема», сомалийцы «являются жертвами торговцев людьми, которых при терпимости, если не при сотрудничестве турецких властей, вывозят бедных и страдающих — после долгих лет гражданской войны — из африканской страны в Турцию, а оттуда — на греческую границу». «Прото Тема» также считает, что «Анкара "использует" граждан экономически бедной африканской страны, которые ищут лучший образ жизни в Европе, чтобы использовать их для оказания давления на Грецию и ЕС».